# Lagărul de concentrare Bogdanovca
Lagărul de concentrare Bogdanovca a fost înființat de autoritățile române în iarna anilor 1941-1942, în timpul celui de-al doilea război mondial, în Transnistria, ca centru de deportare și exterminare a evreilor, pe baza directivelor guvernului Ion Antonescu de „curățare a terenului” - sintagmă care reprezenta politica guvernamentală de purificare etnică.

## Masacrul din iarna 1941-1942
Lagărul se afla lângă satul ucrainean Bohdanivka, pe malul Bugului, în județul Golta (astăzi Pervomaisk) din Transnistria, în zilele noastre aparținând regiunii Mîkolaiv din Ucraina. La sfârșitul lui 1941, în lagăr se aflau deținuți 52.000 evrei din Odesa și circa 7000 din Basarabia. 

#### „Un dar pentru Stalin”
Masacrul, cu numele de cod „Un dar pentru Stalin”, a fost ordonat de colonelul Modest Isopescu, la 21 decembrie 1941, ziua de naștere a lui Stalin, pretextul folosit fiind apariția unei epidemii de tifos exantematic, ca rezultat al condițiilor de sanitație execrabile în care erau deținuți evreii deportați. Executanții au fost jandarmi și soldați români, polițiști civili ucraineni sub comanda lui Kazachievici, șeful de post din Golta, precum și un număr de civili germani locali ("Volksdeutsche" - „Selbstschutz”), principalul colaborator al lui Isopescu fiind Vasile Mănescu, pretorul raionului Domanevca din Transnistria. Circa 3,000- 5,000 evrei bolnavi, majoritatea originari din Odesa, au fost înghesuiți în niște grajduri și hambare cărora li s-a dat foc și au fost arși de vii. Alți 41,000-48 000 de evrei au fost uciși cu arme de foc și cu grenade de mână între 21 și 24 decembrie și, după o pauză de Crăciun, pe 28-30 decembrie 1941 și 3-8 ianuarie 1942. Cadavrele celor morți au fost arse de o echipă de 200 de evrei deținuți, 150 dintre aceștia au fost și ei exterminați.